# Сан-Феліче-Чирчео
Сан-Феліче-Чирчео (італ. San Felice Circeo) — муніципалітет в Італії, у регіоні Лаціо,  провінція Латина.
Сан-Феліче-Чирчео розташований на відстані близько 90 км на південний схід від Рима, 31 км на південний схід від Латини.
Населення — 9981 особа (2014).

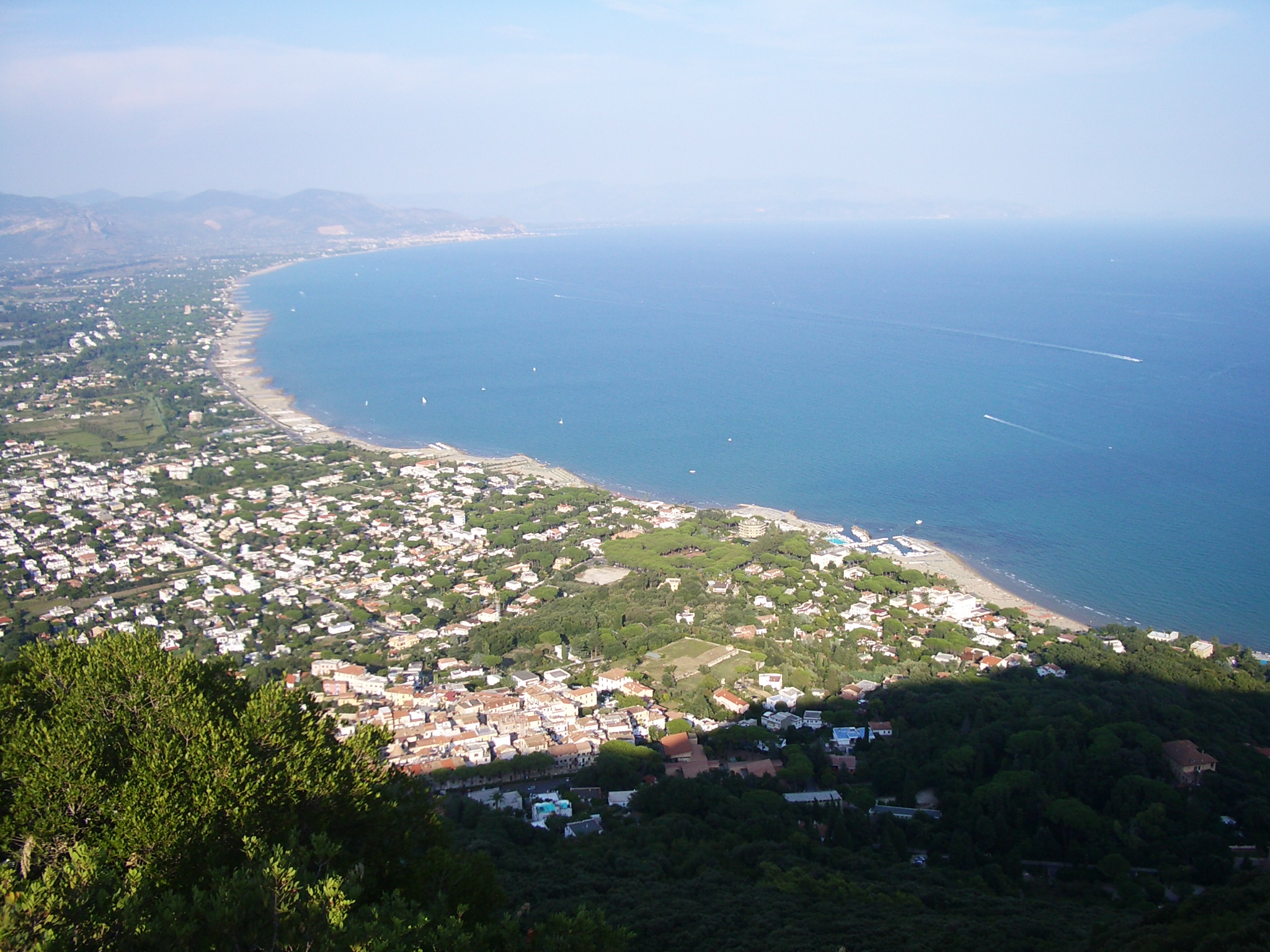

Щорічний фестиваль відбувається 29 липня. Покровитель — San Felice Martire.

## Демографія
Населення за роками:

Станом на 1 січня 2023 року в муніципалітеті офіційно проживало 1687 іноземців з 50 країн, серед них 184 громадяни країн Євросоюзу та 19 громадян України.

## Сусідні муніципалітети
- Сабаудія
- Террачина